# Aşağı Seyfəli
Aşağı Seyfəli è un comune dell'Azerbaigian situato nel distretto di Şəmkir.